# Tokyo Ghoul S
Tokyo Ghoul S (東京喰種【S】?, Tōkyō Gūru Esu) è un film d'azione giapponese del 2019, sequel di Tokyo Ghoul - Il film del 2017, ambedue basati sulla popolare serie manga di Sui Ishida. Il film a differenza del predecessore, sviluppato per un target più occidentale, è stato girato seguendo i canoni audiovisivi giapponesi (regia, fotografia e recitazione tipiche).

## Trama
La modella internazionale Margaret viene uccisa dal Ghoul predatore Shuu Tsukiyama, noto ai media e alla società cannibale come Gourmet, attirato principalmente dalla sua eterocromia; intanto Ken Kaneki, a seguito degli eventi del primo film, continua il suo allenamento con Tōka Kirishima e scala la notorietà nel mondo dei Ghoul per la stessa caratteristica somatica della modella, cosa che attira particolarmente l'attenzione di altri della sua stessa specie fra cui il sopracitato predatore buongustaio. Intanto nel bar dell'artista Uta due Ghoul, una donna e uno strano individuo con una maschera da Joker, fanno una misteriosa scommessa che riguarda proprio Kaneki.
Ken viene avvicinato da Gourmet che prima lo convince di voler stringere amicizia con lui e poi lo raggira portandolo come "piatto forte" della degustazione per Ghoul nel suo ristorante disumano; qui però, per un attacco di egocentrismo del cannibale e di un'incursione della CCG (adesso guidata dal sopravvissuto Kōtarō Amon), riesce a scampare alla morte e a rifugiarsi ancora una volta da Yoshimura e Tōka dove riesce a rimettersi in sesto.
Il giorno dopo Ken incontra lungo la strada Nishiki Nishio assalito da diversi Ghoul prepotenti; anche se inizialmente titubante a soccorrerlo, decide di dargli una mano sconfiggendo gli aggressori e portandolo a casa dove ad attenderlo, incredibilmente, c'è una ragazza umana chiamata Kimi. Ken scopre così che il suo ex-avversario è in realtà molto più simile a lui di quanto voglia ammettere. La ragazza umana viene però scambiata dal suo persecutore Gourmet come un suo interesse culinario e di seguito rapita per attirare il ragazzo in una trappola cannibale a più livelli: Tsukiyama vuole divorare Ken mentre a sua volta divora Kimi per aumentare a dismisura il suo particolare sapore dato dall'unione del sangue umano con quello Ghoul. 
Alla resa dei conti si presentano Ken, Tōka e Nishiki che cooperando riescono a sconfiggere Tsukiyama riportando però gravi ferite; Tōka, dopo essere stata costretta, dalla propria riservatezza per la salvaguardia dei Ghoul, a chiudere i rapporti con ogni essere umano - compresa la sua migliore amica - si scaglia contro Kimi per mettere fine alla sua vita, ma un commento d'apprezzamento verso la sua Kagune dalla ragazza appena rinvenuta la fa desistere da compiere l'inumano atto. Ken, Tōka e Nishiki adesso lavorano tutti nel bar di Yoshimura e hanno ristretto i rapporti con le proprie ragazze e gli amici umani. Dopo i titoli di coda si rivedono le due figure della scommessa iniziale, dove il Ghoul con la maschera da Joker rivela il suo volto affermando che "crescerà e accudirà il proprio drago", rivelando che forse è stato proprio lui a causare la trasformazione del protagonista in Ghoul.

## Personaggi
- Ken Kaneki interpretato da Masataka Kubota, doppiato da Andrea Oldani
- Tōka Kirishima interpretata da Maika Yamamoto, doppiata da Martina Felli
- Shuu Tsukiyama interpretato da Shōta Matsuda, doppiato da Mattia Bressan
- Kōtarō Amon interpretato da Nobuyuki Suzuki
- Hideyoshi "Hide" Nagachika interpretato da Kai Ogasawara, doppiato da Matteo De Mojana
- Nishiki Nishio interpretato da Shunya Shiraishi, doppiato da Matteo Zanotti
- Kimi Nishino interpretata da Mai Kiryū, doppiata da Valentina Pallavicino
- Hinami Fueguchi interpretata da Hiyori Sakurada
- Yoshimura interpretato da Kunio Murai
- Uta interpretato da Minosuke Bandō
- Renji Yomo interpretato da Shuntarō Yanagi
- Yoriko Kosaka interpretata da Nana Mori
- Itori interpretata da Kang Ji-young, doppiata da Federica Simonelli
- Margherita interpretata da Maggy
- Sōta interpretato da Mackenyu, doppiato da Gianmarco Ceconi

## Produzione
Il 20 settembre 2018, la Shochiku Co., Ltd. anticipa l'inizio delle riprese del film live-action seguito di Tokyo Ghoul - Il film sul suo canale YouTube, per poi confermarne il via libera alle riprese e il titolo di "Tokyo Ghoul 2" l'anno successivo. A seguito del temporaneo ritiro dalla recitazione da parte della idol Fumika Shimizu nel 2017, la Shociku conferma sui social di aver scritturato Maika Yamamoto come sostituta per interpretare Tōka Kirishima, seguita poi dalla diffusione di un'inquadratura delle prime riprese sul set e dalla data di uscita prevista per luglio del 2018.
L'11 aprile 2019 viene confermato il titolo definitivo Tokyo Ghoul S, e vengono pubblicati trailer e poster cinematografico; il 28 maggio vengono proiettati i primi 2 minuti e mezzo del film e a seguito pubblicati sul canale YouTube ufficiale.
La main track della colonna sonora intitolata Introduction viene rivelata durante la premiere del film a Tokyo il 1º giugno 2019, confermando inoltre che ad eseguirla è il gruppo musicale J-Rock Queen Bee.

## Distribuzione
Tokyo Ghoul S ha debuttato a Tokyo l'11 giugno 2019 e a Osaka il 24 giugno 2019. Il film è stato proiettato nelle sale giappoonesi dal 19 luglio 2019.
Funimation ha concesso in licenza il film per gli Stati Uniti e il Canada presentandolo in anteprima all'Anime Expo 2019 di Los Angeles il 6 luglio 2019 mentre in Canada al Fantasia Festival di Montreal. Funimation ha successivamente organizzato una proiezione più ampia sul territorio statunitense il 16 settembre 2019. La licenza di distribuzione per il film nel territorio australiano e della Nuova Zelanda è stato a cura della Madman Entertainment e lo ha distribuito nelle sale a partire dal 25 luglio 2019.
In Italia il film è stato licenziato da Dynit che lo ha distribuito su Amazon Prime Video il 1º settembre 2020.

## Accoglienza

### Incassi
Nel suo weekend di apertura, Tokyo Ghoul S si è classificato al 7 ° posto del botteghino cinematografico giapponese, sceso oltre la top 10 durante la seconda settimana; guadagnando un totale cumulativo di ¥ 220.563.600 (2,02 milioni di dollari) raggiunto il 30 luglio 2019.

### Critica
Il sito web aggregatore di recensioni Rotten Tomatoes ha riferito che il 57% dei critici ha dato al film una recensione positiva basata su sette recensioni, con una valutazione media di 5,3/10. Il sito Everyeye.it dà al film una valutazione di 7/10 considerandolo godibile sia dal pubblico affezionato all'opera originale sia da chi ne è totalmente estraneo, criticando comunque la scarsa cura per gli effetti speciali e alcuni scivoloni registici.